# كريم بلقاسم
كريم بلقاسم (1922 - 1970) من مواليد 14 ديسمبر 1922 بقرية تيزرى عيسى بدوار أيت يحي موسى (دائرة دراع الميزان) ولاية تيزي وزو بالجزائر وسط أسرة ميسورة الحال كان أبوه حسين تاجرا كبيرا عيّنته فرنسا كحارس للغابة واقترحت عليه منصب قايد لكنه رفض.
انضم إلى مدرسة ساروي Sarroy بالعاصمة ونال منها شهادة الدراسة Certificat D'etude عرف النضال مبكرا إذ انخرط في صفوف حزب الشعب بعد 1945 ومنذ 1947 آمن بفكرة الثورة كخيار وحيد لذلك لجأ إلى السرية وتحصن بالجبال يكون الخلايا العسكرية لليوم الموعود.
عند اندلاع الثورة كان أحد مفجريها وأحد قادة جبهة التحرير الوطني منذ النشأة إذ شارك في الاجتماعات التي سبقت أول نوفمبر 1954 (عضو مجموعة الستة)، وأصبح قائدا للمنطقة الثالثة «القبائل»، وقاد العمليات العسكرية الأولى ضد المراكز والقوات الفرنسية في منطقة القبائل، وأشرف على هيكلة وتأطير المجاهدين بالمنطقة بمساعدة اعمر اوعمران ومحمدي السعيد. شارك في مؤتمر الصومام وصار عضوا في لجنة التنسيق والتنفيذ بعد مؤتمر الصومام.
بعد تأسيس الحكومة المؤقتة للجمهورية الجزائرية شغل منصب وزير القوات المسلحة في التشكيلة الأولى. وزير الشؤون الخارجية في الثانية، ووزير الداخلية في التشكيلة الثالثة. شارك في مفاوضات إيفيان وكان من بين الموقعين عليها كرئيس للوفد الجزائري. اغتيل بعد الاستقلال في 18 أكتوبر 1970 في فندق بمدينة فرانكفورت، ألمانيا.

## كريم بلقاسم والثورة الجزائرية

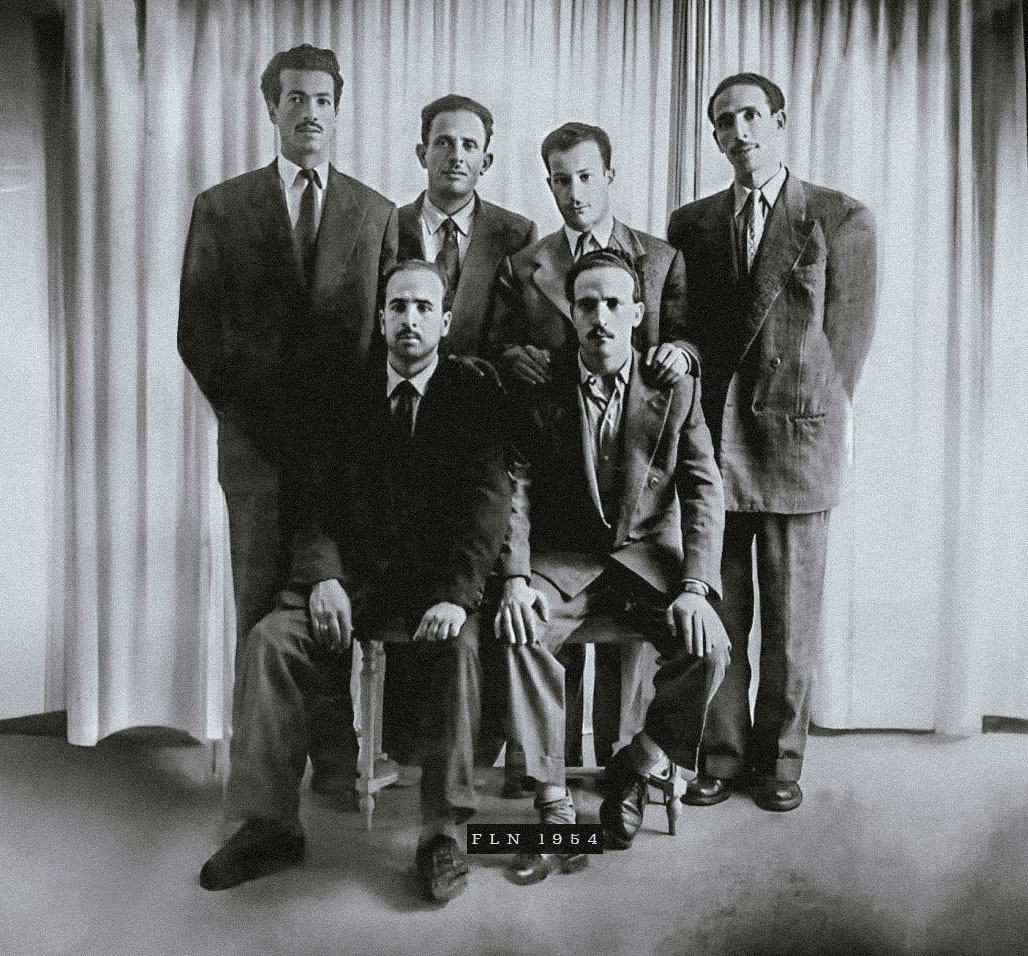
صورة لمجموعة الستة قبل إعلان ثورة نوفمبر 1954 من اليسار إلى اليمين رابح بيطاط، مصطفى بن بولعيد، ديدوش مراد، محمد بوضياف، الجالسين: كريم بلقاسم والعربي بن مهيدي

### كريم بلقاسم والتحضير للثورة
بعد تأسيس اللجنة للوحدة والعمل في مارس 1954 اقترح مصطفى بن بولعيد تنظيم لقاء مع كريم بلقاسم وأعمر أو عمران للتنسيق والتعاون، وضع حد لصراعات المصاليين والمركزيين، وتوسط حمو بن يحي من برج منايل في القضية، وتم اللقاء في قبيلة بحي حيدرة بالعاصمة وحضره كريم وأعمر أو عمران وديدوش مراد، والزبير بوحجاج وسويداني بوجمعة، ثم عقد لقاء آخر في مقهى العريش يحي بحي القصبة حضره بن بولعيد الذي تغيب عن الاجتماع الأول ونوقشت خلاله قضية الإعداد للثورة المسلحة، وحصل الاتفاق على كل القضايا ولكن ديدوش وكريم لاحظا بأن بولعيد يرى أن بلاد القبائل غنية بالرجال وفقيرة من السلاح وغير مؤهلة لتكون منطقة مستقلة ولم يناقشاها لأنهما يجهلان المنطقة وأوضاعها، وفي اجتماع آخر في منزل الإسكافي مراد بوكشورة بحي الراييس حميدو (بونات بيسكاد سابقا) ما يلي:
- أوراس النمامشة
- شمال قسنطينة؛
- الجزائر الوسطى؛
- وهران والغرب الوهراني.

فاغتنم كريم بلقاسم الفرصة وسأل بوضياف عن منطقة القبائل قال له أنها مجاورة للعاصمة وتدخل ضمنها ويتولى قيادتها ديدوش مراد. بمساعدته هو وأعمر أو عمران، واستفسر أوعمران عن رؤساء المناطق فسماهم له بن بولعيد-الأوراس- رابح بيطاط –الشمال القسنطيني- والعربي بن مهيدي -وهران-.
فاعتراض كريم وأوعمران على ذلك التقسيم وقالا له: إن الأوراس والقبائل هما المنطقتان المؤهلتان للقيام بالعمل الثوري الإيجابي لحسن تنظيمهما، وتوفرهما على 1700 رجلا مسلحا ومدربا بينما الجزائر ووهران ضعيفتان...
وأن منطقة القبائل جديرة ومؤهلة لأن تكون في مستوى المناطق الأربعة، ففهم ديدوش مراد وأدرك خطأ ملاحظته السابقة وافتتح أعضاء اللجنة الثورية للوحدة والعمل بصواب رأي كريم وأوعمران.
وفي اجتماع 03 جوان 1954 الذي حضره ديدوش مراد ومحمد بوضياف وبن بولعيد وكريم بلقاسم وأوعمران في منزل بحي القصبة تم الاتفاق على جعل القبائل منطقة مستقلة بقيادة كريم بلقاسم ومساعده أعمر أوعمران، وأخبر ديدوش مراد زملائه في الاجتماع بأنه اتفق مع بيطاط على تبادل المناطق، فيتولى هو الشمال القسنطيني، وبيطاط الجزائر الوسطى، كما أبلغهم بوضياف بأنه سيتولى التنسيق بين أعضاء الداخل، والأعضاء الثلاثة في الخارج.
دعا كريم بلقاسم رؤساء الدوائر السبع لمنطقة القبائل إلى اجتماع نظم في فندق سان مارتان بشارع الشأن، وقدمهم إلى أعضاء اللجنة الثورية للوحدة والعمل وهم:
1. محمد عموش المدعو موح الطويل عن دائرة ذراع الميزان؛
2. زعموم علي عن تيزي وزو؛
3. سي الشريف (علي ملاح) الكولونيل عن تيقزيرت؛
4. زعموم محمد المدعو سي صالح عن القبائل السفلى؛
5. سي السعيد (محمد أعزورن) عن الغذازقة؛
6. قمراوي عن البويرة.

وتولى هؤلاء القادة السبعة تقديم قوائم الرجال الذين يعملون تحت قيادتهم، وتأكد بوضياف حينئذ بأن بلاد القبائل أقوى لربما حتى من الأوراس نظرا لمشاهدته وسمعه منهم.
وفي اجتماع لجنة: 22 بحي المدية يوم الأحد 25 جويلية 1954 تم تعيين كريم بلقاسم قائدا للمنطقة الثالثة (منطقة القبائل) الكبرى والصغرى، حوض الصومام وجبال الحضنة، بمساعدة أعمر أوعمران فجندا مع 450 رجلا.
وفي 10 أكتوبر 1954 حضر كل من كريم بلقاسم وبوحجاج إلى مقهى بشارع أوجان روب ومن هناك اقتيدوا إلى منزل خاص ومستقل بحديقة وكان موضوع الاجتماع تحديد اليوم الساعة لبدء الكفاح المسلح.
وحصل تردد بين أيام 14-15 و 25 و31 أكتوبر ويوم 1 و 2 نوفمبر ثم اتفقوا على ليلة الاثنين أول نوفمبر 1954 على الساعة الواحدة بعد منتصف الليل، كما اتفقوا على اللقاء من جديد يوم: 22 أكتوبر لمراجعة المنشور الأول الذي سينشر بالمناسبة وكلف محمد بوضياف بتحريره.
في يوم: 24 أكتوبر 1954 حضر كل من كريم بلقاسم، وبن بولعيد وديدوش مراد ورابح بيطاط وبن مهيدي وبوضياف إلى منزل الإسكافي مراد بوكشورة بحي بوانت سيكاد بالعاصمة وراجعوا منشور أول نوفمبر وأكدوا بصفة نهائية تاريخ أول نوفمبر لإعلان الثورة وبداية العمل المسلح ضد الاحتلال وأعوانه، واتفقوا على الاحتفاظ بالسر حتى لا يكتشف الأمر ويفشل، ولم يبلغوا رؤساء الأفواج بذلك التاريخ إلا قبل 48 ساعة من الموعد حتى ينظموا أنفسهم ورجالهم ويحدوا أهدافهم ووسائلهم.

### دور كريم بلقاسم في الثورة في سنوات: 1954-1955
كانت البادية ليلة الصفر أول نوفمبر 1954 في القبائل وكل مناطق الجزائر الأخرى غربا وشرقا، شمالا وجنوبا وحاولت الإدارة الاستعمارية أن تستهين بالأمر، وزعمت أن مرتكبي هذه الحوادث فلاقة وخارجون عن القانون، وأجانب وقطاع طرق، دفعوا من جهات أجنبية على رأسها المعسكر الشرقي الشيوعي وبالغ الجنرال سبيلمان فأطلق عليهم اسم الموسخين أو المتسخين ولكن تحت الرماد داء دويا على أي حال ستظهر الأيام والشهور والأعوام على مدى سبع سنوات ونصف. 

انطلقت الثورة بمشاركة 1200 مجاهد على المستوى الوطني بحوزتهم 400 قطعة سلاح، وبضعة قنابل تقليدية استهدفت الهجمات مركز الدرك والثكنات العسكرية ومخازن الأسلحة ومصالح إستراتيجية أخرى، فشملت هجومات المجاهدة مناطق من الوطن وقد استهدفت عدة مدن وقرى عبر المناطق الخمسة:
- باتنة- أريس- خنشلة- بسكرة- بالمنطقة الأولى.
- قسنطينة- سمند بالمنطقة الثانية.
- العزازنة- تيغزيرت- برج منايل- ذراع الميزان المنطقة الثالثة أما المنطقة الرابعة فقد مست كل من الجزائر بوفاريك والبليدة، بينما كانت سيدي علي وزهانة ووهران على موعد مع اندلاع الثورة في المنطقة الخامسة.

واجهة الولاية الثالثة معارك ضاربة ضد العدو الفرنسي حققت انتصارات كبيرة، وأصبحت مضرب الأمثال في الصمود، بالإضافة إلى مواجهة القوات الاستعمارية، واجهت الولاية الثالثة القوى المضادة للثورة ومنها حركة بلونيس التي تمركزت بقرية بلوزة وتسببت في مضايقات واعتداءات على الثوار والشعب معا، حيث قاد البطل كريم بلقاسم عدة عمليات عسكرية مكلفا زميله أوعمران بمساعدة رابح بيطاط في المنطقة العاصمة وما جورها.
فأصيب الاستعمار بالهلع مما تمخص عنه حصار مختلف المناطق خاصة الأوراس والقبائل اللتين قامتا بأعنف وأكثف العمليات، فأراد البطل كريم بلقاسم استرجاع أنفاس المجاهدين، فأمرهم بالذوبان في الطبيعة، والكف عن القيام بأية عملية لمدة أسبوعين وانتظار رد فعل المستعمر الفرنسي، وباعتراف من السلطات الاستعمارية فإن حصيلة العمليات المسلحة ضد المصالح الفرنسية، عبر كل المناطق الجزائر ليلة نوفمبر قد بلغت ثلاثين عملية خلفت مقتل عشرة أوروبيين وعملاء، وجرح 23 منهم، وخسائر مادية تقدر بالمئات من الملايين من الفرنكات الفرنسية.

### عملية العصفور الأزرق (1955-1956)

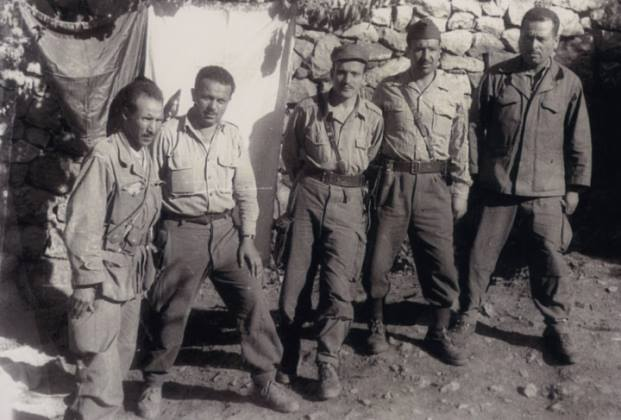
صورة تذكارية في مؤتمر الصومام من اليمين لليسار: أعمر أوعمران، كريم بلقاسم، العربي بن مهيدي، عبان رمضان، زيغود يوسف

بعد انتشار الثورة في أرجاء البلاد كلها، بدأ الاستعمار يفكر في طريقه لإجهاض قبل أن تحرق كل ماله علاقة بفرنسا الاستعمارية، فاهتدى الحاكم الفرنسي «سوستيل» Jacques Soustelle بإيحاء من المخابرات الاستعمارية إلى عملية لاختراق المجاهدين في منطقة القبائل فأطلق عليها اسم: «عملية العصفور الأزرق» وتقتضي بإنشاء جيش من العملاء تحت غطاء أنهم مجاهدين، فيقومون بتصفية المجاهدين الحقيقيين، وقادتهم فيشوهون سمعتهم بإلحاق الأضرار بالشعب لينفروه عن الثورة، امتدت هذه العملية عشرة شهور من نهاية نوفمبر 1955 إلى نهاية سبتمبر 1956 وهي عبارة عن مؤامرة مدبرة من طرف القوات العسكرية الفرنسية حولتها الثورة إلى انتصار لها وخيبة أمل للجيش الفرنسي ويطلق عليها عدة أسماء:
- عملية العصفور الأزرق Opération Oiseau Bleu.
- عملية عسكرية سرية Operation Armee Secrete De Kabylie.
- كوماندوك Commandos.
- قوة: ك Force: K
- المؤامرة Le Comblât.
بدأ الوالي العام: «جاك سوستيل» Jacques Soustelle التفكير فيها خلال شهر نوفمبر 1955 بعد عام من اندلاع الثورة، وذلك في إطار البحث عن القوة الثالثة التي ستكون بديلا عن جبهة التحرير وجيش التحرير الوطني تساعد على تطبيق سياسة الإدماج التي يتحمس لها «سوستيل»، ويسعى جاهدا لتطبيقها، رغم أن الزمن قد فاتها وتجاوزها وفشل الفرنسيون في تطبيقها بالهند الصينية، وفي الجزائر قبل اندلاع الثورة.
وبدأ التمهيد لعملية العصفور الأزرق في شهر نوفمبر 1955 عندما اتصل مفتش قديم للشرطة في فرقة الرماة يدعى «أوسمر» بصديق قديم له منذ الصبا جزائري كان من قدماء المحاربين في الحرب العالمية الثانية، ومن قرية «ايقر سالم» منطقة تيقزيرت «لوريليو» ويدعى حشيش الطاهر واقترح عليه أن يقدم الجيش الفرنسي أسلحة وذخائر ونقود للمتطوعين جزائريين يكونون منظمة سرية عسكرية لمحاربة الثوار في بلاد القبائل بنفس أساليبهم وتخطيطاتهم وكان «أوسمر» هذا على علاقة جيدة بالوالي العام «جاك سوستيل».
تشجع «حشيش الطاهر» للفكرة، وسافر إلى قرية العزازفة في جبال جرجرة، واتجه إلى مطعم هناك كان زبونا قديما عنه وتناول غدائه حتى شبع ثم دخل في حوار طويل مع صاحبه الذي يدعى«أحمد أوزايد» وكان الحوار كما يلي: 

- حشيش: كريم بلقاسم هو الذي يتزعم الثورة.

- أوزايد: هكذا يقال

- حشيش: إنه قتال النساء والأطفال هذا المجرم.

- أوزايد: آه نعم، وكل هذا شيء مؤسف.

- حشيش: وأنت ألست ضد هؤلاء الباندية Les Bandes.

- أوزايد: بكل تأكيد إن الشعب يعاني كثيرا.

- حشيش: وبما أنهم ضد الشعب فإنا كذلك أتعلم أني من هنا وغادرت البلاد، منذ مدة طويلة، ولكن أريد لشعبي أن يكون سعيدا إذا أردت يمكن أن تفعل شيئا.

- أوزايد: ماذا؟.

- حشيش: الحرب ضدهم، ولكن ليس كحرب الحركة والفرق المتحركة للحماية الريفية (G.M.P.R).

- أوزايد: أنت مجنون، دع هذا للجيش الذي يوجد في كل مكان بأسلحته، ومصفحاته، ونفوذه، هذا ما لا نملكه نحن؟

- حشيش: ولكن الجيش لا يعرف بلاد القبائل مثلنا، ومثلي إنه يهاجم بالصدفة ليسقط على البعض بالصدفة، وكما جاء كذلك.

- أوزايد: وأنت أتوجد في وضع أحسن؟

- حشيش: نعم؟ وسأشرح لك وأستمر الحديث وأستوفى الشرح وبعد عدة أيام عاد إلى الجزائر، ليقدم تقريرا عن مهنته إلى المفتش«أوسمر» ورجال الولاية العامة.
ولما كان أوزايد مناضلا في حزب حركة الانتصار للحريات الديمقراطية، وصديقا لكل من: «أعمر أوعمران، وكريم بلقاسم» فقد نقل الخبر إلى المجاهد«محمد إييازورن» أحد ضباط جيش التحرير في المنطقة الرابعة، وطلب منه أن ينقله في الحال إلى كريم بلقاسم، فنقله إليه وأمر في الحال أن يواصل «أوزايد» اتصالاته إلى النهاية حتى يعرف خطة المخابرات الفرنسية وكذا أهدافها ووسائلها.

وعندما عاد حشيش الطاهر إلى العزازفة، اتصل بصاحب المطعم أوزايد وعرض عليه مخططه كاملا على أن يبقى سريا وسأله ما إذا كان بإمكانه أن يحصل على المال والأسلحة لمحاربة الثوار، فقال له: زعيديد أنه مهبول، تبحث هنا عن الأسلحة ونحن لا نستطيع أن نحصل على بندقية صيد فأجابه حشيش بأنه يمكن له أن يحصل على أسلحة وعلى مال كبير وعليه هو فقط أن يبحث عن الرجال المستعدين للحرب ابتداء من هذا المساء بشرط أن يكونوا ذوي ثقة لمثل هذه المهمة، وأعلن له أوزايد استعداداه لتجنيد رجال كثيرين لأنه يعرف الجميع في المنطقة.
وبما استفسره حشيش عن العدد الذي يمكنه تجنيده قال له أي عدد تريد أنت سيكون جاهزا. وتم الاتفاق في البداية على اختيار خمسة وعشرون رجلا، وافترق الرجلان وعاد حشيش إلى العاصمة ليحكم ويضبط الأمر مع الولاية العامة ونقل أوزايد الأمر إلى كريم بلقاسم ورجاله في نفس مساء ذلك اليوم فدرسه مع محمد السعيد، وصمم على متابعته وتنفيذه رغم معارضة محمدي السعيد، وذلك بالكيفية التي تخدم الثورة، لأنه كان يعرف أوسمر أحد قياد القبائل التابعين لمصلحة (د.س.ت- T.S.D) ومن رأيه أنه سيعمل في يوم ما لتأكيد جبهة التحرير الوطني مثل المفتش أربان "ARBANE" قرر كريم بلقاسم أن يجند لحشيش الطاهر رجالا من الفئات الثلاثة التي تخدم الثورة، وكلهم ذو خبرة ومقدرة.
1. جنود جيش التحرير الفارون والمختفون في الجبال.
2. رجال الاستعلام المكلفون بمهام الاتصال ونقل الأخبار.
3. المسبلون المستقرون بالقرى، والمدن لخدمة الثورة.

وتم اختيار 15 رجلا وأعطيت أسمائهم إلى حشيش الطاهر مع أرقام بطاقات تعريفهم واختار كريم بلقاسم رجلا مهما وذو ثقة هو: «مخلوف محمد» من آيت ونيش وكلفه بأن يكون إلى جانب أوزايد ويتولى الانتقال بالفرنسيين ويحدد الأسلحة والمبالغ المالية المطلوبة لكل فوج يجند ويظهر حماسة للعملية.
وحتى يغطي كريم بلقاسم الخطة ويتحايل على القوات الفرنسية ويساعد مجنديه في هذه العملية طلب منهم أن يكثروا من إطلاق النار في الهواء في الليل، وتبادل التراشق الاصطناعي، وقام هو باصطياد المصاليين واغتيالهم وتقديم جثثهم إلى هؤلاء المجندين ليقدموها بدورهم إلى القوات الفرنسية.
وكان يختار قتلاه من خارج المنطقة حتى لا يتم التعرف على عليهم، وتظن القيادة الفرنسية أن منطقة القبائل خالية من جنود جيش التحرير وهكذا تحمل المصاليين ثقل هذه العملية وكانوا ضحاياها. 

وبهذه الكيفية أحكم كريم بلقاسم الخطة لصالح الثورة مثلما حاول الفرنسيون إحكامهم لصالحهم وتم تجنيد أكثر من 600 رجلا وسلحوا تسليحا جيدا وأعطي لكل واحد منهم رقما معينا ليكون معروفا، ورموا في جبال القبائل العليا جرجرة وسلطوا أعمالهم على قتل المخبرين (البيّاعين) وقطع أعمدة خطوط الهاتف وتخريب الجسور والطرقات العامة على غرار ما يقوم به جيش التحرير، وتوقفت القوات الفرنسية عن شن الغارات الحربية على منطقة العملية لتفسح المجال لهؤلاء المجندين وحتى لا تصيبهم أثناء ذلك وتواصل تجنيد هؤلاء الرجال حتى بلغ عددهم 1500 رجلا انتشروا في جهات عزازقة، تيقزيرت، تيزي وزو، وعين الحمام، وكانت نتائج أعمالهم مرضية بالنسبة للجيش الفرنسي وقتلاهم من المصاليين، والمخربين، وأعداء الثورة حسب تعليمات قيادة جيش التحرير الوطني.

وكان الحاكم العسكري الفرنسي لتيزي وزو هو الذي يحمل في سيارته من نوع بيجو 203 من الصناديق المحملة بالأسلحة. والذخائر والمبالغ المالية والمؤن إلى منزل مخلوف محمد آيت ونيس، الذي يقيم عنده كريم بلقاسم في منزله، فالقيادة الفرنسية مهما تكن حاذقة، فإن الثوار كانوا أكثر حذق منها ولكي تتعرف قيادة الجيش الوطني على علاقة هذه العملية بالمصاليين سأل أوزايد صاحبه حشيش الطاهر ما إذ كانت له علاقة بهم كما هو الحال معه، فأجابه بأن بلونيس يعمل مباشرة مع المحافظ قونزاليز ولا صلة له به وبهم.
وزيادة في التحري كلفت مصالح الاستخبارات الفرنسية الضابط هنتيك HENTIC بالمراقبة والاحتراس، فتمركز بتيقزيرت إحدى مواطن تواجد هذه القوات الخاصة، وانظم إليه الضابط سيرفي SERVIER الذي يتحدث العربية والقبائلية، وعمل في الأوراس قبل قدومه إلى هنا، وهناك تحت قيادة الجنرال أولي OLIE الذي يرأس منطقة العمليات العسكرية للقبائل (K.O.Z) وقد اكتشف هنتيك بأن سائق الباشاغا على صلة بالثوار في تقزيرت، ويقدم لهم المساعدة من مال الباشاغا، فاحتج ولم يصدق.

استكملت عملية العصفور الأزرق شكلها وإطاراتها في النصف الأول من عام 1956 وشرع رجالها في العمل، وكان جاك سوستيل قبل رحيله في فيفري 1956 أخبر بما خلفه روبير لاكسوت وشرح له أهميتها، فاستبشر بها خيرا.
وقع الاختيار لتنفيذ العملية على ثلاثة رجال جبهة التحرير الوطني، كانت إدارة سوستيل تعتبرهم كموالين لها، وهم أحمد زيدات والطاهر حشيش ومحمد يازورن، فكلفوا بتجنيد أفراد من القبائل في جماعات تضم خمسة عشر إلى عشرين شخصا وقد جاء الأخوان المذكورين إلى كريم بلقاسم والسعيد محمدي بالخبر فأمرهم بتلبية دعوة الولاية العامة، وهكذا تم التجنيد وتم تسليح الرجال في أقرب وقت، ولوحظ أن الاختيار كان بقع على أحسن العاملين في جبهة التحرير عندما تسلم لاكوست مقاليد الحكم على يد سابقة سوستيل هذا الأخير همس له بالخطة التي سماها آن ذاك «القضية الهامة» وفي الاجتماع الأخير الذي عقده قادة الثورة الجزائرية لمناطق: وهران والجزائر وقسنطينة. وتقرر إدراج هده الجماعات المسلحة في صفوف جيش التحرير الوطني، وأن تشارك في هجوم الخريف العام الذي يشن في كامل القطر الجزائري مساء يوم: 30 سبتمبر 1956 وبذلك أفشل كريم بلقاسم ورفاقه المؤامرة الاستعمارية وحولها لصالح الثورة، فبعث برسالة إلى جاك سوستيل يسخر منه بقوله:«شكرا لك السيد سوستيل على الأسلحة والأموال التي أرسلتها لنا» فكاد أن يجن وهو الذي كان يعتقد أن عمليته ناجحة.

## شخصيات
- محند أكلي بن شعبان

## المصدر
وزارة المجاهدين

## روابط خارجية
- كريم بلقاسم على موقع IMDb (الإنجليزية)
- كريم بلقاسم على موقع مونزينجر (الألمانية)